# Gregopimpla anjana
Gregopimpla anjana là một loài tò vò trong họ Ichneumonidae.